# Alcalde de Alcalá la Real
El alcalde de Alcalá la Real es el encargado de presidir el Ayuntamiento de dicho municipio, en Andalucía. Actualmente, desde el 15 de junio de 2019, el encargado de ejercer el cargo es Antonio Marino Aguilera Peñalver, del Partido Popular, siendo el primero de ese partido en la localidad.

## Alcaldes
El primer alcalde democrático fue José Marañón, que ocupó el cargo desde 1979 a 1983. Además la primera mujer en la historia del municipio fue Elena Víboras, del Partido Socialista Obrero Español, que ocupó la alcaldía desde 2007 a 2011.  
Además, Salvador Corrales González fue el primer alcalde franquista de Alcalá la Real, que fue en la etapa de 1936 a 1952. Gabriel Albasini Galiano (14 de octubre de 1913) fue medico y también alcalde de la ciudad entre 1944 y 1945.
El primer alcalde pedáneo de dicho municipio fue Vicente Aguilera Castillo (14 de agosto de 1900), que se desempeñó como alcalde pedáneo entre 1932 a 1934.

Por último el corregidor de Alcalá la Real, fue el bachiller Diego Arias de Anaya, cargo que desempeñó entre 1495.También corregidor de Vélez-Málaga, cargo que ocupo el 10 de octubre de 1487
| Periodo   | Nombre                                             | Partido |
| --------- | -------------------------------------------------- | ------- |
| 1979-1983 | José Marañón Barrio                                | PSOE    |
| 1983-1987 | José Marañón Barrio                                | PSOE    |
| 1987-1991 | Felipe López García                                | PSOE    |
| 1991-1995 | Felipe López García 1993: Francisco Martín Rosales | PSOE    |
| 1995-1999 | Juan Rafael Canovaca Arjona                        | PSOE    |
| 1999-2003 | Juan Rafael Canovaca Arjona                        | PSOE    |
| 2003-2007 | Manuel León López                                  | PSOE    |
| 2007-2011 | Elena Víboras                                      | PSOE    |
| 2011-2015 | Elena Víboras 2013: Carlos Antonio Hinojosa        | PSOE    |
| 2015-2019 | Carlos Antonio Hinojosa                            | PSOE    |
| 2019-2023 | Antonio Marino Aguilera Peñalver                   | PP      |
| 2023-act. | Antonio Marino Aguilera Peñalver                   | PP      |